# Sudharma
Sudharma is een dagblad in Sanskriet, dat wordt uitgegeven en gedrukt in Mysore in de Indiase deelstaat Karnataka. Het is de enige krant in die taal. Sudharma werd in 1970 begonnen door de Sanskriet-deskundige Kalale Nadadur Varadaraja Iyengar: het eerste nummer verscheen op 14 juli dat jaar. De krant verschijnt in een oplage van slechts 2000 exemplaren en wordt voornamelijk verspreid via de post. De abonnees zijn Sanskriet-deskundigen en studenten in India, maar ook bijvoorbeeld Amerika en Japan. Sinds het overlijden van de oprichter is zijn zoon K.V. Sampath Kumar verantwoordelijk voor het blad.